# Гасан-Джалаляни
Гасан-Джалаляни (вірм. Հասան-Ջալալյաններ) — вірменський княжий рід XIII—XVIII століть у Хачені на території Нагірного Карабаху. Родоначальник — Гасан-Джалал Дола. Спочатку були князями Нижнього Хачену, з XIII століття — сюзерени всього Хаченського князівства. У XV—XVIII століттях — меліки. Протягом XIII—XVIII століть Хачен став центром вірменської політичної самостійності і зберіг, щонайменше, свою автономію за монгольського, туркоманського і сефевідського панування. Титул меліка Гасан-Джалаляни зберегли аж до приєднання вірменських земель до Росії в XIX столітті.

## Походження династії
Після падіння династії Міхранідів влада в області перейшла до однієї з гілок роду Сюні, резиденція яких перебувала в замку Хачен. Сюніди Хачена виявилися надзвичайно спритними і сильними, прийнявши до XIII століття царський титул і зберігаючи свою автономію в епоху монголів і туркоман. У XV столітті родина розбилася на чотири гілки, кожна з яких, отримала титул меліка у різних областях на території колишнього князівства. До роду Сюні відносилися і Гасан-Джалаляни. У XIII столітті Гасан-Джалаляни були в числі тих вірменських княжих родів які піднеслися під грузинським сюзеренітетом. Гасан-Джалаляни, подібно до Орбелянів, Хахбакянів і Допянів, безпосередньо підпорядковувалися Закарянам. Гасан-Джалаляни здійснили кампанію з відновлення масштабної вірменської культурної діяльності в гірському регіоні, включно з монастирями і пам'ятками.

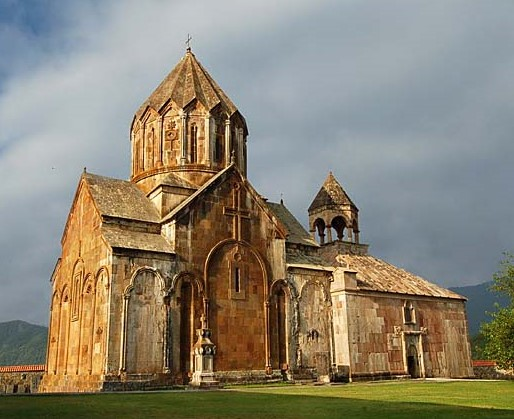
Монастир Гандзасар, побудований засновником династії Гасан-Джалалом та завершений його сином Іване-Атабаком I

В кінці XII століття Хаченське князівство розділилося на три гілки (Нижній Хачен, Верхній Хачен і Атерк), сюзеренними правами серед яких спочатку володіли князі Атерка. 1214 року помер останній атеркський князь Вахтанг Тагаворазн, а від 1216 території його правління поділили між Верхнім і Нижнім Хаченом, де правили зяті правителів Вірменії Іване і Закаре Закарянів. 1214 року правління над Нижнім Хаченом успадкував Гасан-Джалал Дола — син князя Вахтанга II Тангіка і Хорішах — дочки Саркіса Закаряна і Саакандухт Арцруні. Тоді ж він стає сюзеренним правителем всього Хачена і родоначальником династії Гасан-Джалалянів. Американський історик Роберт Г'юзен пише про походження Гасан-Джалала:

Походження [Хасана-Джалала] можна простежити аж до IV століття, і в його роду зустрічаються представники таких домів: за чоловічою лінією: 1) князі (пізніше царі) Сюніка. По лінії декількох княгинь, що вийшли заміж за його предків, Хасан-Джалал походив 2) від царів Вірменії або династії Багратуні, з центром в Ані; 3) від вірменських царів Васпуракана династії Арцруні, з центром в районі Ван; 4) князів Гардмана; 5) перської династії Сасанідів та 6) Аршакідів, другого царського дому Албанії, які в свою чергу, були нащадками 7) царів стародавньої Парфії (13).

Від імені одного зі знатних князів Хачена — Вахтанга Сакара гілка Араншаїків Нижнього Хачена в той час іменувалася також Вахтанґян. У Верхньому Хачені правили споріднені їм князі з роду Допян. Після смерті Григора II Допяна вони остаточно втратили політичний вплив. У роки правління Гасан-Джалала (1214—1261) Хачен був одним з центрів вірменської духовності і національної культури. Гасан-Джалал Дола стає родоначальником династії Гасан-Джалалян. Родовими фортецями і замками Гасан-Джалалянів були Хоханаберд, Дарпаси, Качахакаберд. У 1216—1238 побудували Гандзасарський монастир, один із шедеврів середньовічного вірменського зодчества. Сучасники схвально відгукувалися про Гасан-Джалала:
…великий ішхан Хачена і областей Арцаха Гасан, якого ласкаво називали Джалалом — чоловік благочестивий, богобоязливий і скромний, вірменин за походженням.
Після вбивства Гасан-Джалала Аргун-акою, його спадкоємцем стає єдиний син Іване-Атабак I. Він продовжив культурне будівництво. Подальші нащадки Гасан-Джалалянів в історичних джерелах не відзначаються особливими культурно-будівельними справами, хоча й були хранителями національних-християнських традицій вірмен Хачена. З XIV століття католикоси Агванського католикосату також обиралися з роду Гасан-Джалалянів. У XV столітті родове володіння Гасан-Джалалянів Гандзасар стає центром Агванського католикосату Вірменської церкви. Під час набігів Тамерлана, правління Кара-Коюнлу і Ак-Коюнлу в XV столітті, а також після них, Гасан-Джалаляни продовжували правити Нагірним Карабахом. З XVI—XVII століть вони володіли титулом меліка.

І. П. Петрушевський про Гасан-Джалалянів пише:
Хасан-Джалалян походив із знатного вірменського роду спадкових меліків округу Хачен у нагірній частині Карабага, населеній вірменами; предок цього роду Хасан-Джалал був князем Хачена у період монгольського завоювання в XIII ст. При кизилбаському пануванні Хасан-Джалаляни зберегли своє становище меліків хаченських…
Представник династії Гасан-Джалалянів Джалал IV стає останнім князем власне Хаченського князівства. Інститут мелікств у Нагірному Карабасі остаточно був сформований за іранського шаха Аббаса I. 1603 року Хаченське князівство розпалося на кілька мелікств. Володіння Гасан-Джалалянів були відгалуженими на мелікства Джраберд, Хачен, Ґюлістан, які стали основою мелікств Хамси. Хамс стає останнім осередком вірменського національно-державного устрою. Енциклопедія Британіка зазначає, що вірменські мелікства Нагірного Карабаху протягом 1722—1730 набули фактичної незалежності. Документ XVIII століття зазначає про Хамс/Карабах, як про «єдиний залишок давньої Вірменії, що зберігав через багато віків свою незалежність» . 1747 року Хамс був захоплений Панахом Алі-ханом з племені Джаваншир оймаку Сариджали з Дізака. Вперше в історії Нагірний Карабах опинився під владою тюркського правителя. Багатьох князів Гасан-Джалалянів вигнали.

## Князі Гасан-Джалаляни
Перський хронік, XIII століття
«Хачен — країна важкодоступна, серед гір і лісів. Це одна з областей Аррану, де проживають вірмени. Люди Абхаза називають їх падишаха „тагавер“
- Гасан-Джалал Дола (†1261)
- Іване-Атабак I (1261—1287)
- Джалал II
- Іване II
- Джалал III (†1431)
- Агбаст[22] (Баста) (1431—1456)
- Сайтун (1456-1470-ті)
- Велічан[23] (бл. 1470-1510-х)
- Меграб (бл. 1510-1560-х)
- Джалал IV (бл. 1570-1590-х)

1603 року на території Хаченського князівства утворилися кілька мелікств

## Інші відомі представники

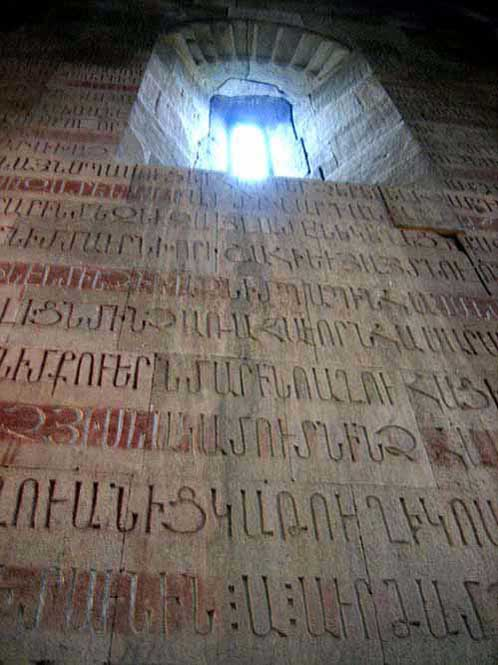
Напис Гасан-Джалала в Гандзасарі

- Єсаї Гасан-Джалалян — католикос агванського католикосату Вірменської апостольської церкви (1702—1729 рр.)
- Саргіс Джалалянц — архімандрит, церковний діяч XIX століття, автор книги „Подорож Великою Вірменією“[24].

## Титулатура Гасан-Джалалянів
У джерелах Гасан-Джалал Дола носив титули „корінний самодержець високої і великої провінції Арцах“, „цар Хоханаберда“ тощо. В титулатурі князів Хачена зустрічається також назва „Албанія“, оскільки з V століття вірменське правобережжя Кури було приєднано до васальної від Персії Кавказької Албанії (V—VIII ст.). З того історичного періоду цей топонім перенесли й на правобережну територію Кури. У середньовіччі, проте, ця назва була лиш історичним пережитком і для вірменонаселеного Нагірного Карабаху не мала жодного етнічного або культурного змісту. Як зазначає академічна „Історія Сходу“ та інші авторитетні російські фахівці, Нагірний Карабах епохи Гасан-Джалалянів був центром вірменської культури. Джерело XI століття, наприклад, зазначає:«Країна Агванк, яку називають глибинною Вірменією» і «країна вірменська в гаварах [областях] Агванка». Як відзначають фахівці, хоча в титулатурі Гасан-Джалалянів іноді й було формулювання «князь Албанії», проте вони етнічно ідентифікували себе виключно як вірмени.